# I Do Not Want What I Haven’t Got
Az 1990-es I Do Not Want What I Haven’t Got Sinéad O’Connor második nagylemeze. Ezen az albumon szerepel legismertebb dala, a Nothing Compares 2 U. A lemez 1990 egyik legeladottabb albuma, több országban vezette a listákat, köztük az Egyesült Királyságban, az Egyesült Államokban és Kanadában. Az Emperor's New Clothes kislemez szerényebb sikereket ért el annak ellenére, hogy vezette a Billboard Modern Rock Tracks listáját.
1991-ben négy Grammy-díjra jelölték, ezek közül a legjobb alternatív zenei teljesítményért járót meg is kapta. O’Connor azonban elutasította a jelöléseket, a díjat nem vette át. Az album 406. lett a Rolling Stone magazin 2003-as Minden idők 500 legjobb albumának listáján. Világszerte hétmillió példányban kelt el. Szerepel az 1001 lemez, amit hallanod kell, mielőtt meghalsz című könyvben.

## Az album dalai
|     | Cím                              | Szerző(k)               | Hossz |
| --- | -------------------------------- | ----------------------- | ----- |
| 1.  | Feel So Different                | O’Connor                | 6:47  |
| 2.  | I Am Stretched on Your Grave     | anonim, King            | 5:33  |
| 3.  | Three Babies                     | O’Connor                | 4:47  |
| 4.  | The Emperor’s New Clothes        | O’Connor                | 5:16  |
| 5.  | Black Boys on Mopeds             | O’Connor                | 3:53  |
| 6.  | Nothing Compares 2 U             | Prince                  | 5:10  |
| 7.  | Jump in the River                | O’Connor, Marco Pirroni | 4:12  |
| 8.  | You Cause as Much Sorrow         | O’Connor                | 5:04  |
| 9.  | The Last Day of Our Acquaintance | O’Connor                | 4:40  |
| 10. | I Do Not Want What I Haven’t Got | O’Connor                | 5:47  |

## Közreműködők
- Sinéad O’Connor – ének, akusztikus és elektromos gitár, billentyűk, ütőhangszerek, dob programozása, hangszerelés, producer
- Nellee Hooper – producer
- Chris Birkett, Sean Devitt – producers, hangmérnök
- Marco Pirroni – elektromos gitár
- David Munday – akusztikus gitár, zongora
- Andy Rourke – akusztikus gitár, basszusgitár
- Jah Wobble – basszusgitár
- John Reynolds – dob
- Steve Wickham – hegedű
- Philip King – ének, melódia hangszerelése
- Nick Ingman – karmester, zenekarvezető, vonósok hangszerelése
- Karl Wallinger – hangszerelés
- Dave Hoffman, Dominique Leringoleur – fényképek
- John Maybury – borítóterv

## Fordítás
Ez a szócikk részben vagy egészben az I Do Not Want What I Haven’t Got című angol Wikipédia-szócikk ezen változatának fordításán alapul.  Az eredeti cikk szerkesztőit annak laptörténete sorolja fel. Ez a jelzés csupán a megfogalmazás eredetét és a szerzői jogokat jelzi, nem szolgál a cikkben szereplő információk forrásmegjelöléseként.